# Новопокровка (Томская область)
Новопокро́вка (устар. Ново-Покровское, Колодлива (1899-1904)) — село в Кожевниковском районе Томской области. Является административным центром Новопокровского сельского поселения.  

## География
Расположено на северо-востоке Кожевниковского района, в 13 км к северу от административного центра района, на трассе Кожевниково — Мельниково.

## История
Основано в 1726 году. 
На 1859 год в деревне 85 дворов, 594 жителя. Территориально относилась к Елгайской волости Томского уезда Томской губернии.
На 1911 год село Новопокровка перешло в только что образованную Кожевниковскую волость. В нём 109 дворов, 682 жителя, 2 мелочные лавки, хлебозапасный магазин.
В 1926 году состояло из 188 хозяйств, основное население — русские. Центр Ново-Покровского сельсовета Богородского района Томского округа Сибирского края. 
Жители села посещали церковь Святого Георгия в селе Кожевниково, построенную в 1851 году.
На 1926 год село относится к Богородскому району Томского округа Сибирского края, в нём есть сельсовет и школа. В советское время в селе действовала сельскохозяйственная артель «2-я пятилетка».

## Население
| 1926 | 2002 | 2010 | 2012 | 2013 | 2014 | 2015 |
| ---- | ---- | ---- | ---- | ---- | ---- | ---- |
| 1113 | ↘586 | ↘523 | ↘517 | ↘514 | ↗522 | ↘517 |
| 2021 |      |      |      |      |      |      |
| ↗524 |      |      |      |      |      |      |

## Социальная сфера и экономика
В селе есть основная общеобразовательная школа, музей и библиотека. Работает фельдшерско-акушерский пункт.
Основу экономики села составляет сельское хозяйство. Крупнейший производитель в данной сфере в Новопокровке — ООО «Рассвет».